# Kira Zvorykina
Kira Alekseïevna Zvorykina est une joueuse d'échecs soviétique née le 29 septembre 1919 à Mykolaïv et morte le 6 septembre 2014. Championne de Leningrad (1948), trois fois championne d'URSS (en 1951, 1953 et 1956), elle fut vice-championne du monde en 1960.

## Biographie
Kira Zvorykina était l'épouse de Alekseï Souétine.

## Carrière
Elle participa à de nombreux tournois des candidates au championnat du monde féminin et parvint en finale du championnat du monde d'échecs féminin en 1960, perdant contre Elisabeth Bykova à Moscou sur la marque de 4,5 à 8,5.
Dans les années 1950 et 1970, elle remporta le championnat de l'URSS en 1951, 1953 et 1956, et de Biélorussie en 1970, 1973 et 1975. Elle vecut à Minsk depuis 1953 jusqu'à 1999 puis de nouveau s'établit en Russie.
Elle reçut le titre de grand maître international féminin honoraire en 1977.

## Compétitions par équipe
Kira Zvorykina a représenté l'URSS lors de deux olympiades féminines, remportant la médaille d'or par équipe en 1957 et 1963 et une médaille d'or individuelle au deuxième échiquier en 1957.